# Świlcza
Świlcza is een dorp in het Poolse woiwodschap Subkarpaten, in het district Rzeszowski. De plaats maakt deel uit van de gemeente Świlcza en telt 3000 inwoners.

## Verkeer en vervoer
- Station Świlcza